# Houghton’s Pond
Der Houghton’s Pond ist ein durch unterirdische Quellen gespeister Toteissee bei der Stadt Milton südlich von Boston in Norfolk County im Bundesstaat Massachusetts der Vereinigten Staaten (Gewässerkennziffer US: 612940). Er wurde durch sich zurückziehende Gletscher vor etwa 10.000 Jahren gebildet. Seinen Namen erhielt der See von der gleichnamigen Familie, die über viele Generationen hinweg von der Kolonialzeit im späten 17. bis in das späte 19. Jahrhundert hinein in der Umgebung Landwirtschaft betrieb, wo zuvor die Massachusett jagten und fischten.
Der See befindet sich innerhalb des Schutzgebiets Blue Hills Reservation südlich des Great Blue Hill und wird vom Department of Conservation and Recreation (DCR) verwaltet. Der See zählt zur Houghton’s Pond Recreation Area des DCR und bietet vor den Toren von Boston ein insbesondere in den Sommermonaten beliebtes Naherholungsgebiet für Einwohner der Metropolregion Greater Boston. Es gibt ein Besucherzentrum, beaufsichtigte Bademöglichkeiten, Picknickplätze und verschiedene Möglichkeiten für sportliche Betätigungen. Auch das Angeln ist erlaubt. Der Refreshment Pavilion am See ist in das National Register of Historic Places eingetragen.